# Сент-Илер (Од)
Сент-Иле́р (фр. Saint-Hilaire) — коммуна во Франции, находится в регионе Лангедок — Руссильон. Департамент коммуны — Од. Административный центр кантона Сент-Илер. Округ коммуны — Лиму.
Код INSEE коммуны — 11344.

## Население
Население коммуны на 2008 год составляло 729 человек.
| 1962 | 1968 | 1975 | 1982 | 1990 | 1999 | 2008 |
| ---- | ---- | ---- | ---- | ---- | ---- | ---- |
| 730  | 751  | 687  | 595  | 653  | 699  | 729  |

## Экономика
В 2007 году среди 404 человек в трудоспособном возрасте (15—64 лет) 292 были экономически активными, 112 — неактивными (показатель активности — 72,3 %, в 1999 году было 68,2 %). Из 292 активных работали 256 человек (149 мужчин и 107 женщин), безработных было 36 (14 мужчин и 22 женщины). Среди 112 неактивных 35 человек были учениками или студентами, 37 — пенсионерами, 40 были неактивными по другим причинам.